# Johannes Vliegenthart
Johannes Vliegenthart, född 7 april 1936 i Zuilen, Nederländerna, är en nederländsk biokemist, som är professor emeritus i bioorganisk kemi vid Utrechts universitet. Han invaldes 1987 som utländsk ledamot av svenska Vetenskapsakademien. Han är välkänd för sin forskning om syntes och karakterisering av kolhydrater, och biomolekyler som innehåller sockermoietier som glykoproteiner och deras roll i levande celler.

## Biografi
Vliegenthart studerade kemi vid Utrecht universitet från 1953 till 1960, där han också tog sin doktorsexamen 1967, under överinseende av professor Arens. År 1975 utnämndes han till lector (en nedlagd nederländsk akademisk roll som byttes till professor 1980) i bio-organisk kemi vid Utrecht Universityoch var full professor där från 1984 till 2003. Från 1999 till 2004 var han också ordförande för Utrecht University Fund och han delar fortfarande (2021) ut Vliegenthart Thesis Award varje år. År 1988 grundade han Bijvoeten Center för biomolekylär forskning på Utrecht universitet och tjänstgjorde som vetenskaplig direktör för institutet till 2000. Han var dekanus vid kemiska fakulteten från 1985 till 1989 och från 2000 till 2003, samt blev 2003 hedersprofessor vid universitetet. Sedan 2010 är han ordförande i Bijvoet Centers vetenskapliga rådgivande kommitté.

## Vetenskapligt arbete
Vliegentharts forskning inriktades på syntes och karakterisering av kolhydrater, glykoproteiner, glykolipider och proteoglykaner och deras roll i levande celler. Han är mest berömd för sitt arbete med analyser av de primära och tredimensionella strukturerna hos kolhydrater och glykoproteiner genom användning av teknologier som NMR-spektroskopi, kromatografi och andra analytiska metoder. Vliegenthart applicerade sin kunskap om kolhydrater till olika områden av biologi och medicin, liksom forskning om blodtyper, som är i hög grad bestämda av kolhydrater i röda blodkroppar, syntetiska vacciner för att skydda mot Streptococcus pneumoniae och rollen av sockermolekyler vid tillväxt av tumörer.

## Utmärkelser och hedersbetygelser
- Doctorat honoris causa de l'université Lille-I,  24 juni 1991[2]
- Claude S. Hudson Award in Carbohydrate Chemistry,  1994[3]
- Bijvoetmedaljen,  2000[4]
- AAAS Fellow,  2017[5]

[Redigera Wikidata]
Under sin karriär har Vliegenthart fått många utmärkelser och hedersbetygelser. Han
- har varit ledamot av Kungliga Vetenskapsakademien sedan 1987, vilket gör det möjligt för honom att nominera personer till Nobelpriset,[24]
- blev hedersmedlem i American Society for Biochemistry and Molecular Biology 1989, för sina bidrag inom biokemi och molekylärbiologi, inte bara i Nederländerna, utan på högsta internationella nivå,[25][26][27][28][29]
- har varit en medlem av Royal Netherlands Academy of Arts and Sciences sedan 1990,[30]
- disputerade 1992 vid Lajos Kossuth University i Debrecen, Ungern, numera känt som Universitetet i Debrecen,[31]
- tilldelades 1993 av Lille University of Science and Technology i Frankrike ett hedersdoktorat för hans bidrag till den strukturella analysen av kolhydratkedjor.[32]
- tilldelades Claude S. Hudson Award i kolhydratkemi av American Chemical Society 1994,[33][34][35]
- utsågs 1997 av Stockholms universitet  till hedersdoktor,[12]
- blev riddare av Nederländska Lejonorden 1998,[12]
- fick 2000 Bijvoetmedaljen vid Bijvoet Centre for Biomolecular Research vid Utrecht University.[36]
- tilldelades 2001 av Universitet Rome Tor Vergata i deras medalj,[12]
- tilldelades 2003 av hans alma mater, Utrecht universitet, deras försilvrade medalj,[37]
- invaldes i oktober 2017 till ledamot av Council of the American Association for the Advancement of Science (AAAS) för sina bidrag till vetenskap och teknik i dess avsnitt om biologiska vetenskaper.[38][39]